# وسمان (السدة)

تعديل مصدري - تعديل

وسمان هي إحدى قرى عزلة وادي عصام بمديرية السدة التابعة لمحافظة إب، بلغ تعداد سكانها 912 نسمة حسب تعداد اليمن لعام 2004.